# Giuseppe Capotondi
Giuseppe Capotondi (Corinaldo, 1 de enero de 1968) es un director de cine italiano, así como también de videoclips y de anuncios.
Su largometraje de debut, La doppia ora protagonizado por Filippo Timi y Kseniya Rappoport, fue presentado en noviembre de 2009 después de haber sido premiado en el Festival Internacional de Cine de Venecia de 2009.
En 2014, dirige el segundo episocio de la serie serie anglo-americana Endeavour. Entre 2016 y 2017 dirige cuatro episodios de la serie Berlin Station y lo súltimos cuatro episodios de Suburra - La serie.

## Filmografía

### Videoclips
- Negrita - "Rumore" (1994)
- Zucchero - "Papà Perchè" (1995)
- Ligabue - "Certe notti" (1995)
- Ligabue - "Viva!" (1995)
- Mietta - "Oggi Dani è più felice" (1995)
- Soon - Il Fiume (1996)
- Furslide - "Over my head" (1998)
- Skunk Anansie - "Charlie Big Potato" (1999)
- Skunk Anansie - "Secretly" (1999)
- Melanie C - "Goin' Down" (1999)
- Our Lady Peace - "Is Anybody Home?" (1999)
- Sunna - "Power Struggle" (2000)
- Pale 3 featuring Skin - "You can't find peace" (2000)
- Bush - "Inflatable" (2002)
- Emma Bunton - "I'll Be There" (2003)
- Amy Studt - "Under the Thumb" (2003)
- Kelis featuring Andre 3000 - "Millionaire" (2004)
- Skin - "Lost" (2005)
- Natalie Imbruglia - "Counting down the days" (2005)
- Ms. Dynamite - "Judgement Day" (2005)
- Keane - "Crystal ball" (2006)
- Keane - "Nothing in My Way" (2006)

### Cine
- The Double Hour (La doppia ora) (2009)
- The Burnt Orange Heresy (2019)

### Televisión
- Berlin Station
- Endeavour Temporada 2: "Nocturne"

## Premios y distinciones
Festival Internacional de Cine de Venecia
| Año  | Categoría                                           | Película      | Resultado |
| ---- | --------------------------------------------------- | ------------- | --------- |
| 2009 | Premio Arca Cinemagiovani - Mejor película italiana | La doppia ora | Ganador   |